# 蒙蒂阿尔图
蒙蒂阿尔图是巴西圣保罗州的一个市镇。总面积347.119平方公里，总人口45895人，人口密度132.2人/平方公里。